# Чаганська селищна адміністрація
Чага́нська селищна адміністрація (каз. Шаған кенттік әкімдігі, рос. Чаганская поселковая администрация) — адміністративна одиниця у складі Жанасемейського району Абайської області Казахстану. Адміністративний центр та єдиний населений пункт — селище Чаган.
Населення — 484 особи (2021; 725 у 2009, 672 у 1999, 710 у 1989).
Станом на 1989 рік існувала Чаганська селищна рада (смт Чаган).